# العقيلة (الكويت)
العقيلة، العقيلة الكويت منطقة من مناطق محافظة الأحمدي تقع في جنوب العاصمة الكويت، وهي تعتبر أرقى مناطق محافظة الأحمدي وتمتاز المنطقة بهدوئها الصاخب وموقعها المميز والقريب من البحر
يوجد في المنطقة العديد من الأفرع التابعة لجمعية الفنطاس التعاونية لخدمة الاحتياجات الغذائية لأهالي المنطقة ، كما سيتم قريباً الانتهاء من بناء جمعية العقيلة التعاونية والمحلات التابعة لها ، وتم افتتاح مستوصف العقيلة في سنة 2013 ومن أهم الأماكن التجارية التابعة للمنطقة مجمع البيرق وومجمع ذا قيت مول ومجمع الليوان